# Marion Tinsley
Marion Tinsley (Ironton (Ohio), 3 febbraio 1927 – Houston, 3 aprile 1995) è stato un damista statunitense, campione mondiale dal 1955 al 1958 e dal 1975 al 1991.
In 45 anni di carriera ha subito solo 7 sconfitte, di cui 2 contro il software Chinook.